# 千兆乙太網路介面轉換器

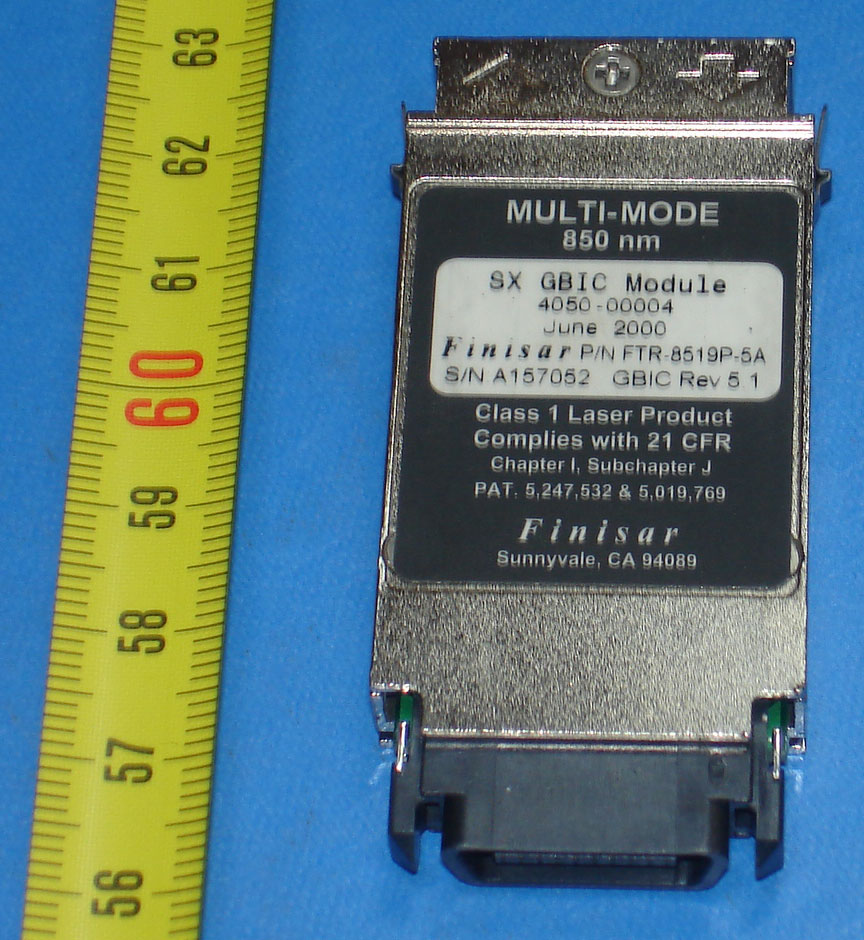
1000baseSX GBIC

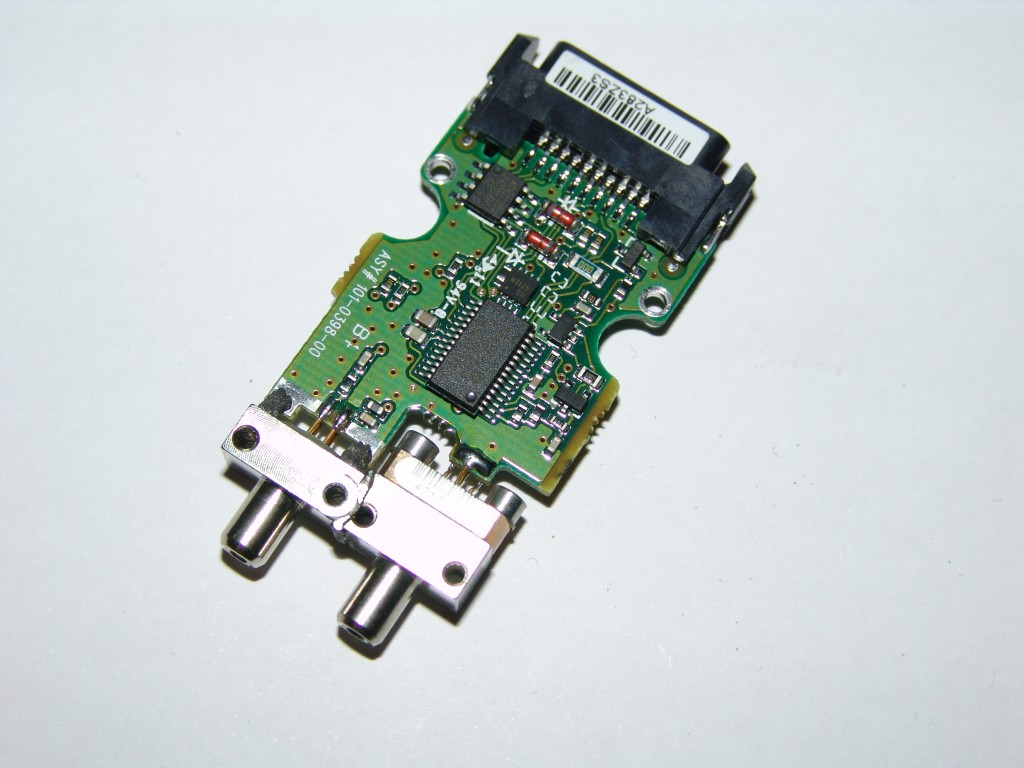
打開外殼的1000baseSX GBIC

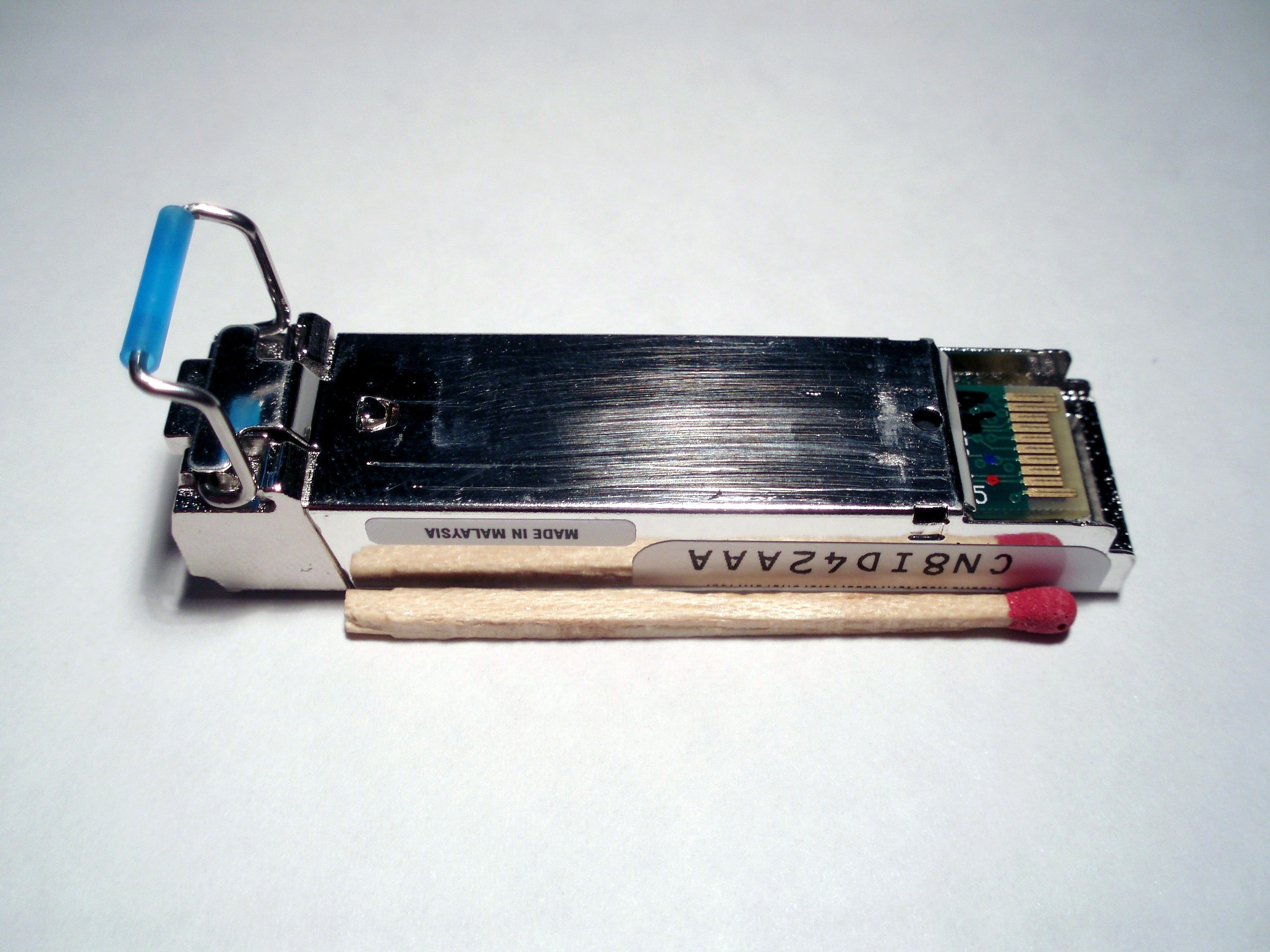
SFP GBIC

千兆乙太網路介面轉換器（英語：Gigabit Interface Converter，簡稱GBIC）是一種通常用在千兆乙太網路及光纖通道的訊號轉換器。透過此轉換器的標準規範，高速乙太網路設備的連接埠可以直接對應各種實體傳輸介面，包括銅線、多模光纖與單模光纖。
對網路設備製造商而言，只要將設備設計成支援GBIC連接埠就能夠支援各種傳輸介面，而不需針對各種介面另行設計連接埠，可以省下成本。對使用者而言，則在購買設備時不需注重連接埠規格，只需選擇所需要的傳輸介面所對應的GBIC即可，而且也很容易隨著需要做調整。
現在的GBIC已經有小型化的版本，是小封装可插拔收发器（Small Form-factor Pluggable，缩写SFP），又稱迷你GBIC（mini GBIC），尺寸大概只有原來的一半，不但節省成本，網路設備的連接埠密度也可以增加一倍。